# STS-61
STS-61 — це перша сервісна місія до космічного телескопа Габбл і 5-й політ шатла «Індевор» у рамках програми «Спейс Шаттл». Місія стартувала 2 грудня 1993 року з Космічного центру імені Кеннеді в штаті Флорида. Місія «повертала зір» космічній обсерваторії, затьмареній сферичною аберацією, з установкою нової основної камери і коригувального пакета оптики. Політ також приніс інструмент оновлення і нові сонячні батареї до телескопа.
Місія STS-61 була однією з найскладніших в історії шатлів. Вона тривала майже 11 днів. Навіть витяг Intelsat VI на STS-49 в травні 1992 року вимагав тільки чотири виходи у відкритий космос. План польоту дозволяв ще два додаткових виходи, що могло б підняти загальну кількість до семи. Для того, щоб завершити місію без особливої втоми, п'ять робочих сесій були поділені між двома парами астронавтів.

## Екіпаж
- Командир: Річард Кові (англ. Richard Covey) (4)

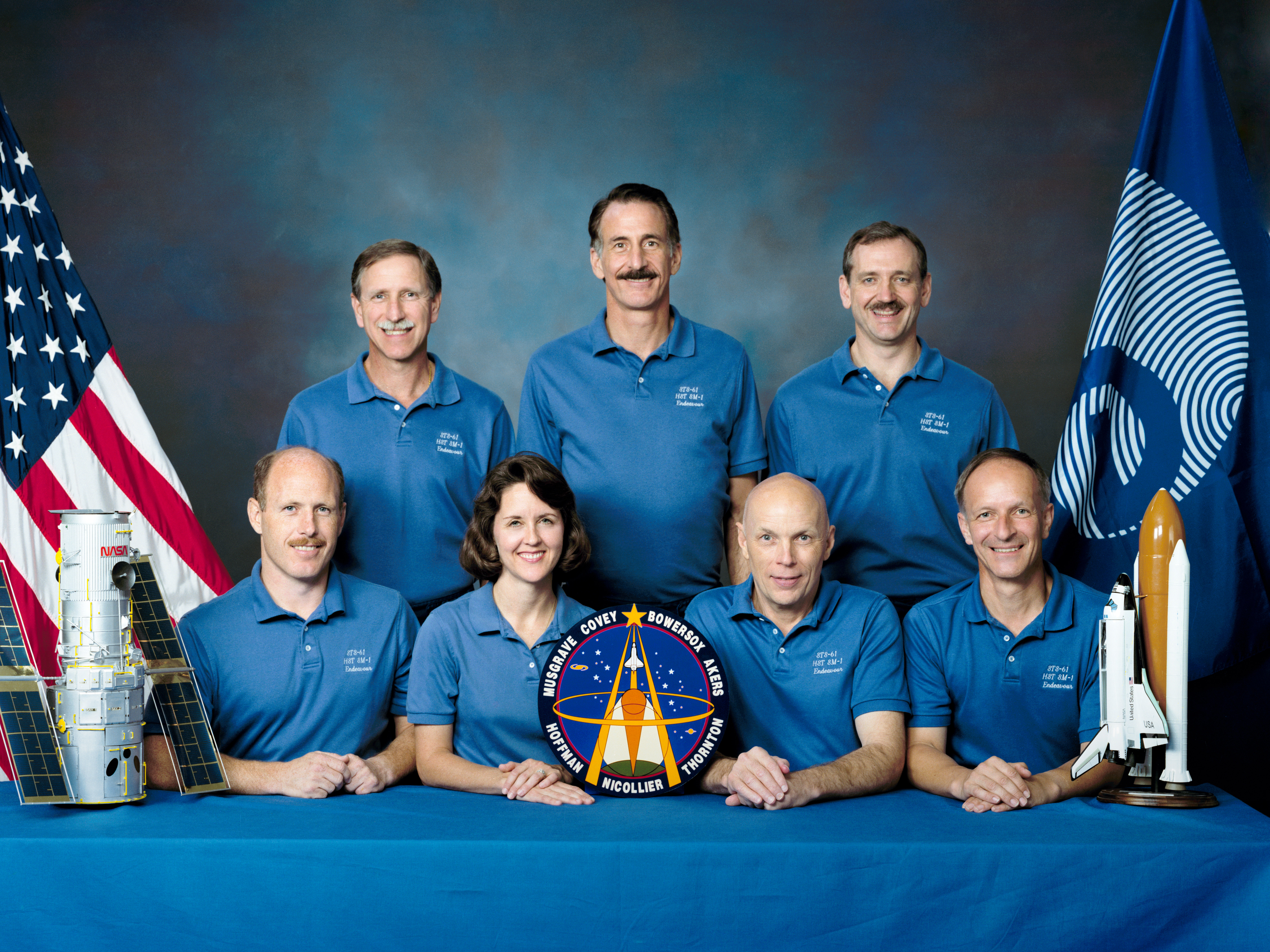
Екіпаж STS-61:Зліва направо — Стоять: Кові, Хоффман, Ейкерс; Сидять: Бауерсокс, Торнтон, Масгрейв, Нікольє

- Пілот: Кеннет Дуейн Бауерсокс (англ. Kenneth Dwane "Sox" Bowersox) (2)
- Френклін Масгрейв (5)
- Спеціаліст польоту 1: Кетрін Торнтон (3)
- Спеціаліст польоту 2: Клод Нікольє (2) — ЄКА
- Спеціаліст польоту 3: Джеффрі Хоффман (4)
- Спеціаліст польоту 5: Томас Ейкерс (3)

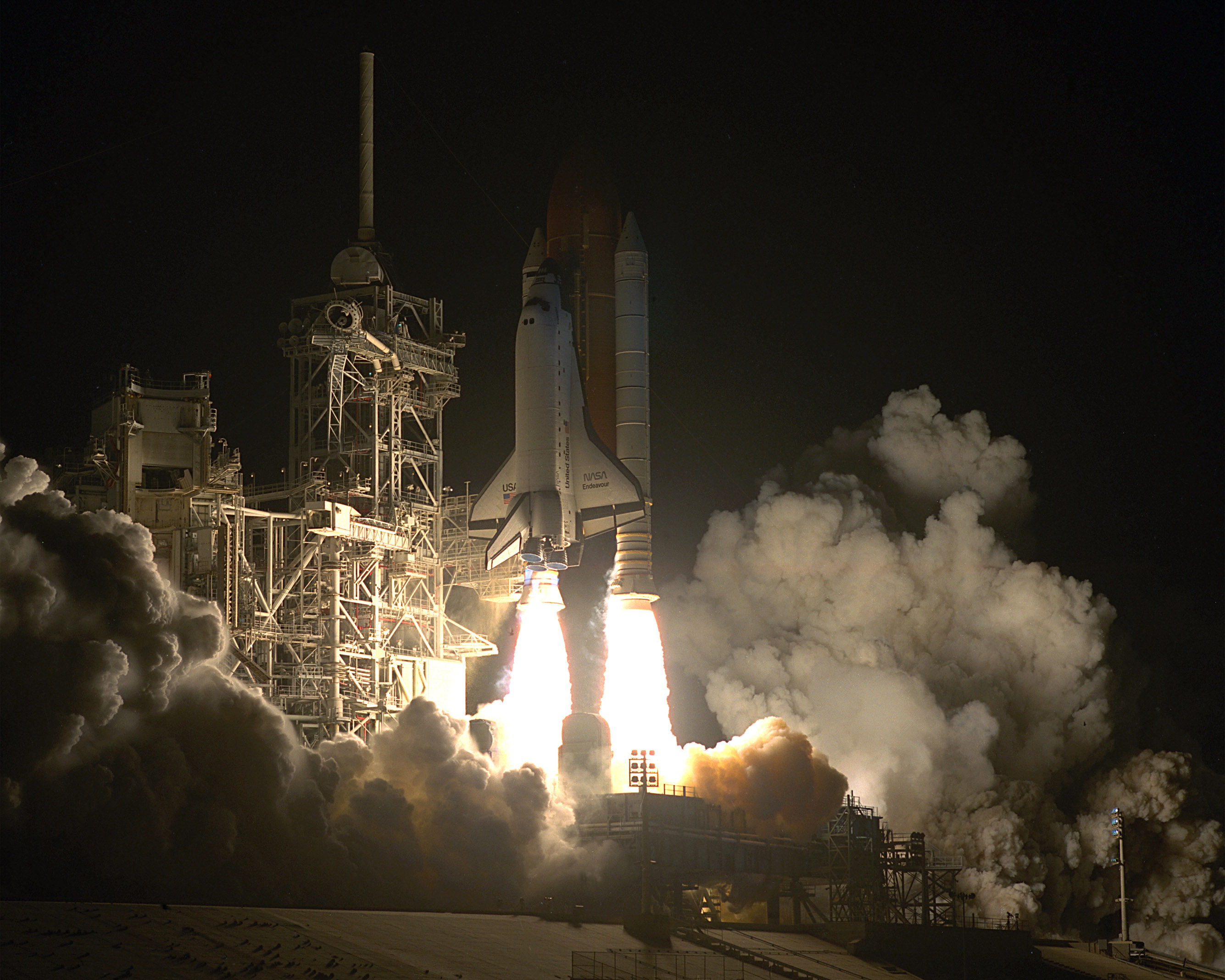
Зліт STS-61

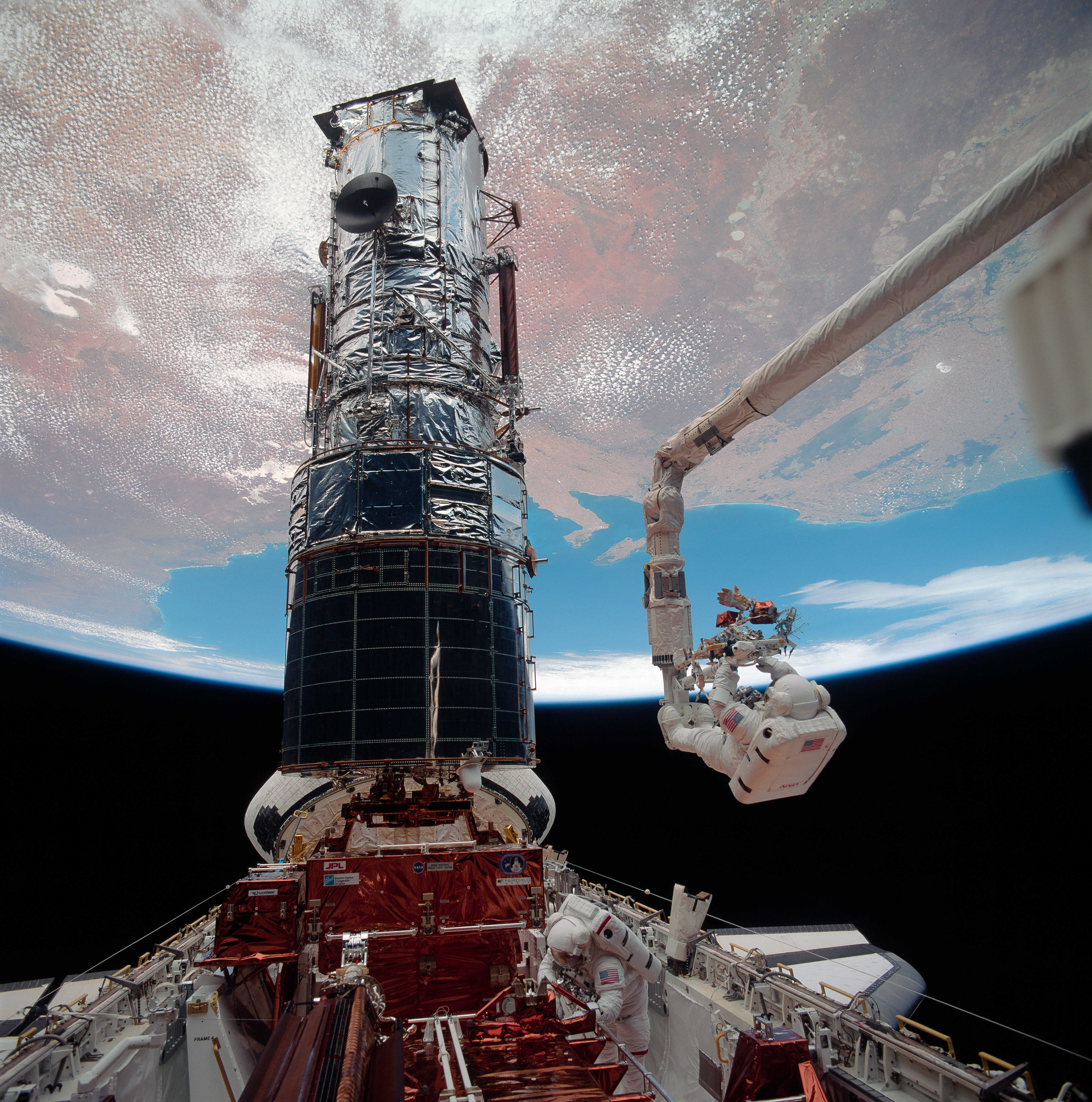
Астронавти Гофман й Мусгрейв працюють над Хабблом у вантажному відсіку Індевор; Масгрейв, закріплений на кінці руки маніпулятора, готується піднятися до верхньої частини Хаббла, щоб встановити захисні кришки на магнітометри.